# 홈메이드쿡 by 김소희
《홈메이드쿡 by 김소희》는 김소희가 진행하는 요리 프로그램이다. 2013년 6월 26일부터 7월 24일까지 매주 수요일 오후 9시, 11시에 총 5회 방송하였다.